# Rio de Couros
Rio de Couros is een plaats (freguesia) in de Portugese gemeente Ourém en telt 2136 inwoners (2001).